# Reischelbach
Der Reischelbach ist ein 4,5 Kilometer langer linker Nebenfluss der Oelze im Thüringer Schiefergebirge.

## Geographie
Der Reischelbach entspringt in 648 m ü. NHN in der Nähe der Mondscheinwiese bei Neustadt am Rennsteig, bevor er in seinem weiteren Verlauf den Reischeltaler Teich speist und schließlich durch das Reischeltal abfließt.
Der Reischelbach mündet in Altenfeld auf Höhe der Schmelzhütte in die Oelze.